# Sedliacka Dubová
Sedliacka Dubová est une commune du district de Dolný Kubín, dans la région de Žilina, en Slovaquie.

## Histoire
La première mention écrite de la localité date de 1397.

## Démographie

### Évolution de la population
| Année:               | 1994. | 2004.   | 2014.   | 2024.   |
| -------------------- | ----- | ------- | ------- | ------- |
| Nombre de personnes: | 506   | 504     | 516     | 536     |
| Différence:          |       | -0,39 % | +2,38 % | +3,87 % |

| Année:               | 2023. | 2024.   |
| -------------------- | ----- | ------- |
| Nombre de personnes: | 533   | 536     |
| Différence:          |       | +0,56 % |